# Judo-Europameisterschaften 1992
Die Judo-Europameisterschaften 1992 fanden vom 4. bis zum 7. Mai in Paris statt. Fünf Jahre zuvor waren zuletzt Europameisterschaften in Paris ausgetragen worden. Die Mannschaft aus dem Gastgeberland führte den Medaillenspiegel an.
1992 startete ein Team für die Gemeinschaft Unabhängiger Staaten (GUS), bevor ab 1993 die Nachfolgestaaten der Sowjetunion einzeln teilnahmen. Bereits 1992 traten die baltischen Staaten mit einer jeweils eigenen Mannschaft an. Der Lette Vsevolods Zeļonijs war der erste Medaillengewinner bei Europameisterschaften für sein Land.
Nicht ganz drei Monate nach den Europameisterschaften in Paris fand bei den Olympischen Spielen in Barcelona erstmals ein olympisches Frauenturnier statt. Cécile Nowak gewann in Paris im Superleichtgewicht zum vierten Mal in Folge bei Europameisterschaften und wurde dann in Barcelona auch erste Olympiasiegerin ihrer Gewichtsklasse. Laetitia Meignan im Halbschwergewicht siegte zum zweiten Mal in Folge, sie gewann in Barcelona eine Bronzemedaille hinter einer Südkoreanerin und einer Japanerin.

## Ergebnisse

### Männer
| Gewichtsklasse                 | Gold               | Silber             | Bronze                            |
| ------------------------------ | ------------------ | ------------------ | --------------------------------- |
| Superleichtgewicht (bis 60 kg) | Nazim Hüseynov     | Philippe Pradayrol | Raik Arnold Keith Gough           |
| Halbleichtgewicht (bis 65 kg)  | Benoît Campargue   | Vsevolods Zeļonijs | Iwan Netow Francisco Lorenzo      |
| Leichtgewicht (bis 71 kg)      | Norbert Haimberger | Bruno Carabetta    | Oren Smadja Joaquín Ruíz          |
| Halbmittelgewicht (bis 78 kg)  | Marko Spittka      | Olivier Schaffter  | Bertrand Damaisin Scharip Warajew |
| Mittelgewicht (bis 86 kg)      | Pascal Tayot       | Adrian Croitoru    | Giorgio Vismara León Villar       |
| Halbschwergewicht (bis 95 kg)  | Stéphane Traineau  | Dmitri Sergejew    | Luigi Guido Antal Kovács          |
| Schwergewicht (über 95 kg)     | Frank Möller       | Sergei Kossorotow  | David Douillet Dennis Raven       |
| Offene Klasse                  | Thomas Müller      | Georges Mathonnet  | Harry Van Barneveld Elvis Gordon  |

### Frauen
| Gewichtsklasse                 | Gold                  | Silber            | Bronze                                 |
| ------------------------------ | --------------------- | ----------------- | -------------------------------------- |
| Superleichtgewicht (bis 48 kg) | Cécile Nowak          | Yolanda Soler     | Annikka Mutanen Giovanna Tortora       |
| Halbleichtgewicht (bis 52 kg)  | Loretta Doyle         | Jessica Gal       | Alessandra Giungi Heidi Goossens       |
| Leichtgewicht (bis 56 kg)      | Nicola Fairbrother    | Nicole Flagothier | Catherine Arnaud Miriam Blasco         |
| Halbmittelgewicht (bis 61 kg)  | Boguslawa Olechnowicz | Frauke Eickhoff   | Jelena Petrowa Begoña Gómez            |
| Mittelgewicht (bis 66 kg)      | Emanuela Pierantozzi  | Heidi Rakels      | Jelena Kotelnikowa Alexandra Schreiber |
| Halbschwergewicht (bis 72 kg)  | Laetitia Meignan      | Ulla Werbrouck    | Karin Krüger Irene de Kok              |
| Schwergewicht (über 72 kg)     | Swetlana Gundarenko   | Claudia Weber     | Renata Szał Monique van der Lee        |
| Offene Klasse                  | Angelique Seriese     | Simona Richter    | Karin Kutz Nathalie Lupino             |

## Medaillenspiegel
| Rang | Land                   | Gold | Silber | Bronze | Gesamt |
| ---- | ---------------------- | ---- | ------ | ------ | ------ |
| 1    | Frankreich             | 5    | 3      | 4      | 12     |
| 2    | Deutschland            | 3    | 2      | 4      | 9      |
| 3    | GUS                    | 2    | 2      | 3      | 7      |
| 4    | Vereinigtes Königreich | 2    | –      | 1      | 3      |
| 5    | Niederlande            | 1    | 1      | 3      | 5      |
| 6    | Italien                | 1    | –      | 4      | 5      |
| 7    | Polen                  | 1    | –      | 1      | 2      |
| 8    | Österreich             | 1    | –      | –      | 1      |
| 9    | Belgien                | –    | 3      | 2      | 5      |
| 10   | Rumänien               | -    | 2      | –      | 2      |
| 11   | Spanien                | -    | 1      | 5      | 6      |
| 12   | Schweiz                | -    | 1      | –      | 1      |
| 12   | Lettland               | –    | 1      | –      | 1      |
| 14   | Bulgarien              | –    | -      | 1      | 1      |
| 14   | Finnland               | –    | -      | 1      | 1      |
| 14   | Irland                 | –    | -      | 1      | 1      |
| 14   | Israel                 | –    | -      | 1      | 1      |
| 14   | Ungarn                 | –    | -      | 1      | 1      |
|      | Total                  | 16   | 16     | 32     | 64     |